# アイザック・C・キッド
アイザック・キャンベル・キッド (Isaac Campbell Kidd, 1884年3月26日 - 1941年12月7日) は、アメリカ合衆国の海軍軍人。海軍少将。
1941年12月7日の日本海軍による真珠湾攻撃において、戦艦アリゾナの艦橋で戦死した。第二次世界大戦において戦死した初のアメリカ軍将官でもあった。死後に名誉勲章を受章している。息子のアイザック・C・キッド・ジュニアは海軍大将となった。

## 経歴
キッドは1884年にオハイオ州クリーブランドで生まれた。1902年に海軍兵学校に入学し、1906年2月に卒業した。1908年に少尉に任官する。1907年から1909年にかけて行われたグレート・ホワイト・フリートの世界一周航海に戦艦ニュージャージー (USS New Jersey, BB-16) の乗員として参加している。その後戦艦ノースダコタ (USS North Dakota, BB-29) 、巡洋艦ピッツバーグ (USS Pittsburgh, ACR-4) に乗り組み、太平洋艦隊司令長官の副官となる。1916年から17年には海軍兵学校の教官を務めた。
第一次世界大戦中から戦後にかけて、キッドは戦艦ニューメキシコ（USS New Mexico, BB-40）に配属され、その後海軍兵学校先任教官として勤務した。1925年から26年まで戦艦ユタ (USS Utah, BB-31) の副長を務め、1927年から30年まで貨物輸送艦ベガ (USS Vega, AK-17) の艦長を務める。その後、1927年から1930年にパナマ運河地帯のクリストバル港指揮官となり、大佐に進級したのち、1930年から32年までアメリカ合衆国艦隊司令部の幕僚長を務めた。ワシントンD.C.で航海局に3年勤務した後、1935年から36年まで偵察部隊第１駆逐戦隊の指揮官を務める。その後海軍大学校の教官を務めた後、1938年9月から1940年まで戦艦アリゾナ (USS Arizona, BB-39)の艦長を務める。
少将昇進後、キッドは第１戦艦部隊の司令官および戦艦戦闘部隊司令官の幕僚長・次席指揮官を務めた。1941年12月7日朝、日本軍による真珠湾攻撃が伝えられると、旗艦アリゾナ の艦橋に急いだ。キッドは勇敢に上級将校としての任務に務めたが、弾薬庫の爆発と爆弾の直撃により戦死した。
その死後、名誉勲章を受章した。3隻の駆逐艦がキッドの名誉に因んでキッドと命名された。